# 九老駅
九老駅（クロえき）は、大韓民国ソウル特別市九老区九老洞にある、韓国鉄道公社（KORAIL）の駅。

## 乗り入れ路線
乗り入れている路線は、線路名称上は京釜線と京仁線の2路線である。京釜線は当駅には電車線を走る京釜電鉄線（首都圏電鉄1号線）電車のみが停車する。京釜電鉄線と京仁線は相互直通運転を実施しており、両線は首都圏電鉄1号線という運行形態の一部を形成している。
首都圏電鉄には駅番号が導入されており、141の駅番号が付与されている。

## 歴史
- 1969年3月25日 - 信号場として開業。[1]
- 1973年6月1日 - 廃止。
- 1973年6月30日 - 駅舎竣工。
- 1973年12月1日 - 九老南信号場設置。
- 1974年8月15日 - 首都圏電鉄開業と同時に旅客営業開始。
- 1991年6月13日 - 新駅舎供用開始。
- 2010年 - ホームドア設置。
- 2017年 7月7日 - 京仁線特急の運行を開始。

## 駅構造

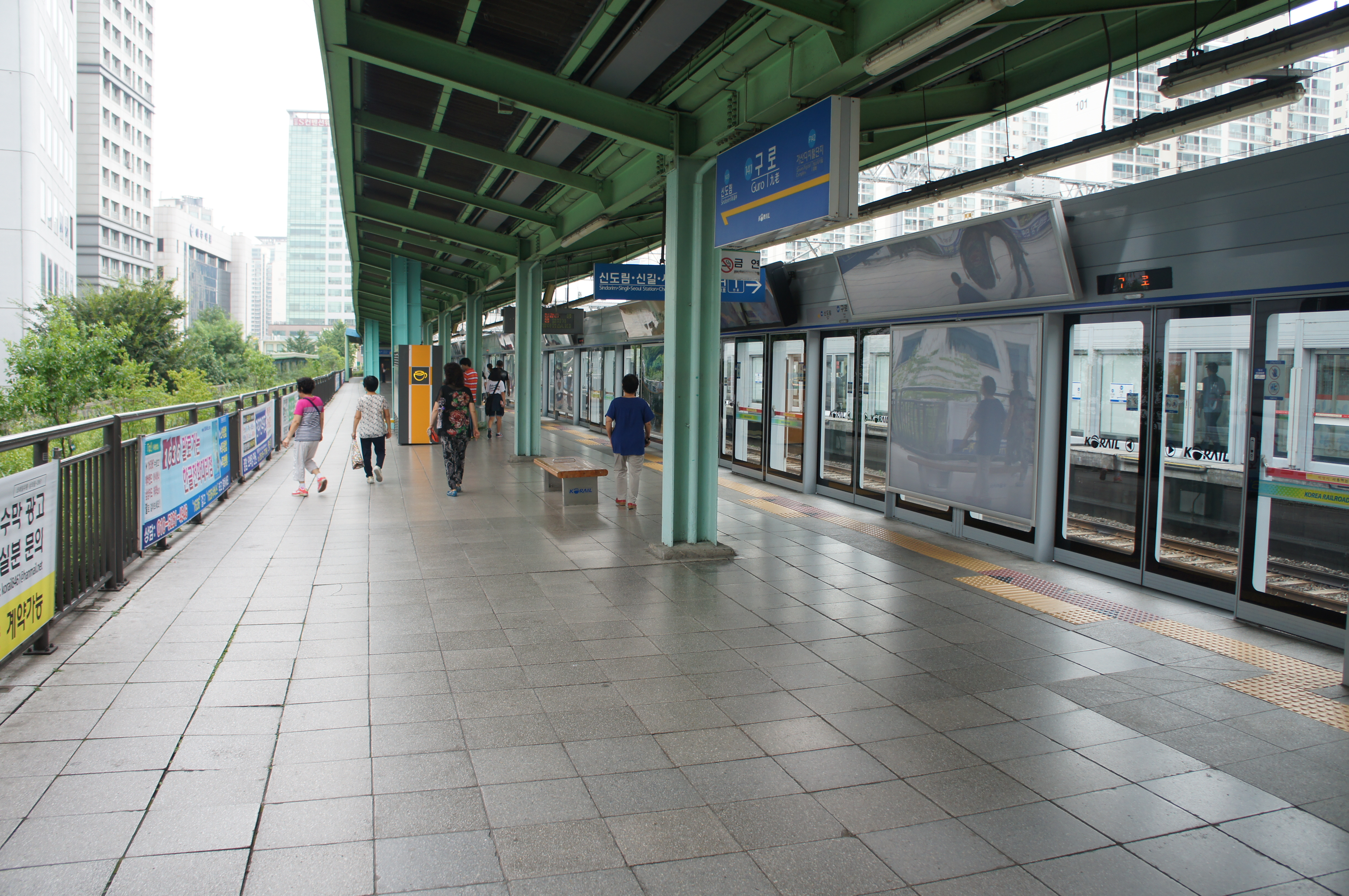
1番ホーム（2014年撮影）

島式4面8線と単式1面1線の合計5面9線を有する地上駅で、橋上駅舎を持つ。ホーム南東側（9番線の横）に京釜線の一般列車などが使用する通過線が2線ある。ホームが多く複雑なことから混乱を招く可能性があるため、一部の車両では隣の新道林駅での乗り換えが便利という車内放送をすることもある。
忘れ物センター設置駅。出口は1番（駅南東側）と2番（駅北西側）の2ヶ所ある。

### のりば
| 1    | 1号線（京釜電鉄線）                        | 緩行                 | 龍山・ソウル駅・清凉里・光云大方面         |
| 2    | 1号線（京釜電鉄線） · （京仁線からの直通） | 緩行                 | ソウル駅・清凉里・議政府・逍遥山方面       |
| 3    | 1号線（京釜電鉄線）                        | 緩行                 | 水原・西東灘・天安・新昌方面               |
| 4    | 1号線（京仁線）                            | 緩行                 | 富川・富平・朱安・仁川方面                 |
| 5    | 1号線（京釜電鉄線）                        | 急行                 | 新道林・永登浦・鷺梁津・龍山方面           |
| 5    | 1号線（京釜電鉄線）                        | 光明シャトル（緩行） | 新道林・永登浦方面                         |
| 5    | 1号線（京釜電鉄線）                        | 当駅到着             |                                            |
| 6・7 | 1号線（京仁線）                            | 急行                 | 永登浦・龍山・富平・東仁川方面             |
| 6・7 | 1号線（京仁線）                            | 始発 急行            | 新道林・永登浦・鷺梁津・龍山方面           |
| 6・7 | 1号線（京仁線）                            | 始発 緩行            | ソウル駅・清凉里・議政府・逍遥山方面       |
| 6・7 | 1号線（京仁線）                            | 当駅到着             |                                            |
| 8    | 1号線（京仁線）                            | 急行                 | 富川・富平・朱安・東仁川方面               |
| 8    | 1号線（京仁線）                            | 始発 緩行            | 富川・富平・朱安・仁川方面                 |
| 9    | 1号線（京釜電鉄線）                        | 急行                 | 安養・水原・平沢・天安方面                 |
| 9    | 1号線（京釜電鉄線）                        | 光明シャトル（緩行） | 加山デジタル団地・禿山・衿川区庁・光明方面 |
| 9    | 1号線（京釜電鉄線）                        | 始発 緩行            | 水原・西東灘・天安・新昌方面               |
| 9    | 1号線（京釜電鉄線）                        | 当駅到着             |                                            |

## 利用状況
2路線合計の近年の一日平均乗車人員推移は下記の通り。
| 路線               | 路線     | 2000年 | 2001年 | 2002年 | 2003年 | 2004年 | 2005年 | 2006年 | 2007年 | 2008年 | 2009年 | 出典  |
| ------------------ | -------- | ------ | ------ | ------ | ------ | ------ | ------ | ------ | ------ | ------ | ------ | ----- |
| 京釜電鉄線・京仁線 | 乗車人員 | 21,910 | 25,348 | 33,209 | 37,214 | 25,843 | 25,056 | 25,150 | 24,886 | 24,845 | 24,791 | [ 2 ] |
| 京釜電鉄線・京仁線 | 降車人員 | 19,130 | 24,032 | 34,119 | 39,099 | 27,659 | 27,064 | 26,848 | 26,711 | 26,392 | 26,384 | [ 2 ] |
| 路線               | 路線     | 2010年 | 2011年 | 2012年 | 2013年 | 2014年 | 2015年 | 2016年 | 2017年 | 2018年 | 2019年 | 出典  |
| 京釜電鉄線・京仁線 | 乗車人員 | 24,437 | 24,580 | 23,466 | 22,607 | 22,473 | 22,461 | 21,705 | 21,105 | 20,770 | 20,241 | [ 2 ] |
| 京釜電鉄線・京仁線 | 降車人員 | 25,886 | 26,184 | 24,886 | 23,968 | 23,593 | 23,468 | 22,638 | 22,021 | 21,583 | 20,925 | [ 2 ] |
| 路線               | 路線     | 2020年 | 2021年 | 2022年 | 2023年 |        |        |        |        |        |        |       |
| 京釜電鉄線・京仁線 | 乗車人員 | 14,882 | 15,489 | 16,319 | 16,908 |        |        |        |        |        |        |       |
| 京釜電鉄線・京仁線 | 降車人員 | 15,221 | 15,843 | 16,801 | 17,375 |        |        |        |        |        |        |       |

## 駅周辺
- ソウル九老警察署
- 九老機械工具商街
- AKプラザ（朝鮮語版）九老本店（旧・愛敬百貨店）
  - CGV 九老
  - リブロ（朝鮮語版） 九老店
- ヨルリンウエディングタウン
- 九老車両事業所
- 九老駅交通広場
- 九老治安センター
- 国民銀行九老洞支店
- 新韓銀行九老駅金融センター

## 隣の駅
韓国鉄道公社
 京釜電鉄線
急行・緩行
新道林駅 (140) - 九老駅 (141) - 加山デジタル団地駅 (P142)　
 京仁線
特急
新道林駅（京釜電鉄線）(140) - 九老駅 (141) - 富川駅 (148)
急行
新道林駅（京釜電鉄線）(140) - 九老駅 (141) - 開峰駅 (143)
緩行
新道林駅（京釜電鉄線）(140) - 九老駅 (141) - 九一駅 (142)　